# FS E.666 (Co’Co’)
Die Baureihenbezeichnung E.666 war für eine sechsachsige Elektrolokomotive der italienischen Ferrovie dello Stato vorgesehen, die auf der Schnellfahrstrecke Direttissima Florenz–Rom eingesetzt werden sollte. Das Projekt wurde nach der erfolgreichen Betriebseinführung der E.444 Tartaruga nicht weiter verfolgt, zumal bei der Erprobung der Drehgestelle auf dem als Simulacro bezeichneten Versuchsträger eine erhöhte Abnutzung der Spurkränze festgestellt wurde.

## Geschichte
Die E.666 war ein Projekt der Abteilung Servizio Materiali e Trazione – ‚Rollmaterial- und Zugförderungsdienst‘ der italienischen Staatsbahnen, das im Rahmen der damaligen Erneuerungs- und Modernisierungspläne ausgearbeitet wurde. Die Lok hätte maximal 6000 kW aus der 3-kV-Oberleitung bezogen und wäre in der Lage gewesen, 600-t-Züge mit 200 km/h auf der damals noch im Bau befindlichen Direttissima Florenz–Rom zu fahren. Sie hätte damit eine deutlich höhere Leistung als die E.444 gehabt, die nur für Beförderung von 400-t-Zügen mit 200 km/h Geschwindigkeit ausgelegt war.
Wie bei anderen europäischen Bahnverwaltungen wurde für die Hochleistungslokomotive ein Konzept mit zwei dreiachsigen Drehgestellen entwickelt. Selbiges hatte sich bereits bei der DB-Baureihe 103, der SNCF CC 6500 und selbst bei der SBB Ae 6/6 bewährt, mit der Ende der 1960er Jahre ebenfalls Schnellfahrversuche durchgeführt worden waren. Das traditionelle italienische Konzept sechsachsiger Lokomotiven mit drei zweiachsigen Drehgestellen unter geteiltem Lokomotivkasten wurde verlassen, weil es für den Hochgeschwindigkeitsverkehr eine dynamisch zu wenig steife Konstruktion ergeben hätte. Die Fahrmotoren und die elektrische Ausrüstung wären aber von der E.444 übernommen worden.
Zur Erprobung der Drehgestelle wurde der Simulacro genannte Versuchsträger gebaut. Er bestand aus einem Wagenkasten mit Führerstand auf einer Seite, der die Bremsausrüstung beinhaltete und auf die beiden zu erprobenden Drehgestelle gesetzt war. Der Versuchsträger besaß aber keine eigene elektrische Ausrüstung zur Stromversorgung der Fahrmotoren, weshalb er nur zusammen mit einer E.444 verkehren konnte, die über Kabel die Fahrmotoren des Versuchsträgers mit Strom versorgte.
Es wurden umfangreiche Messfahrten zur Untersuchung des dynamischen Verhaltens der dreiachsigen Drehgestelle durchgeführt, die hauptsächlich auf den Strecken Florenz–Rom und Rom–Neapel stattfanden. Die Drehgestelle mit dem langen Achsstand zusammen mit der steifen Anlenkung am Wagenkasten verursachten einen großen Spurkranzverschleiß an den Rädern, sodass diese alle 30.000 km überdreht werden mussten. Auch eine Verkürzung des Radstandes von 4600 mm auf 4200 mm schien dieses Problem nicht zu lösen. Das Projekt wurde deshalb nicht weiter verfolgt. Der Versuchsträger wurde in Foligno hinterstellt und 1981 abgebrochen.